# A RER-vonal
Az A jelű RER vonal Párizs egyik elővárosi RER vasútvonala. Színe a térképeken vörös, hossza 109 km, összesen 46 állomás található rajta. 1977-ben nyitották meg, legutolsó hosszabbítása 1994-ben történt. Üzemeltetője a RATP és az SNCF.
A vonal nyugati vége Saint-Germain-en-Laye (A1), Cergy Le Haut (A3) vagy Poissy (A5), a keleti vége pedig Boissy-Saint-Léger (A2) vagy Marne-la-Vallée – Chessy/Disneyland (A4).
2007-ben a járaton 300 millió utas utazott. (a vonal RATP és SNCF által üzemeltetett szakaszán összesen)

## Járművek
Az A jelű vonalon általában az alábbi járműtípusok közlekednek:
- MI 09 (140)
- Altéo (43)

## Állomások
A vonal az alábbi állomásokat érinti:

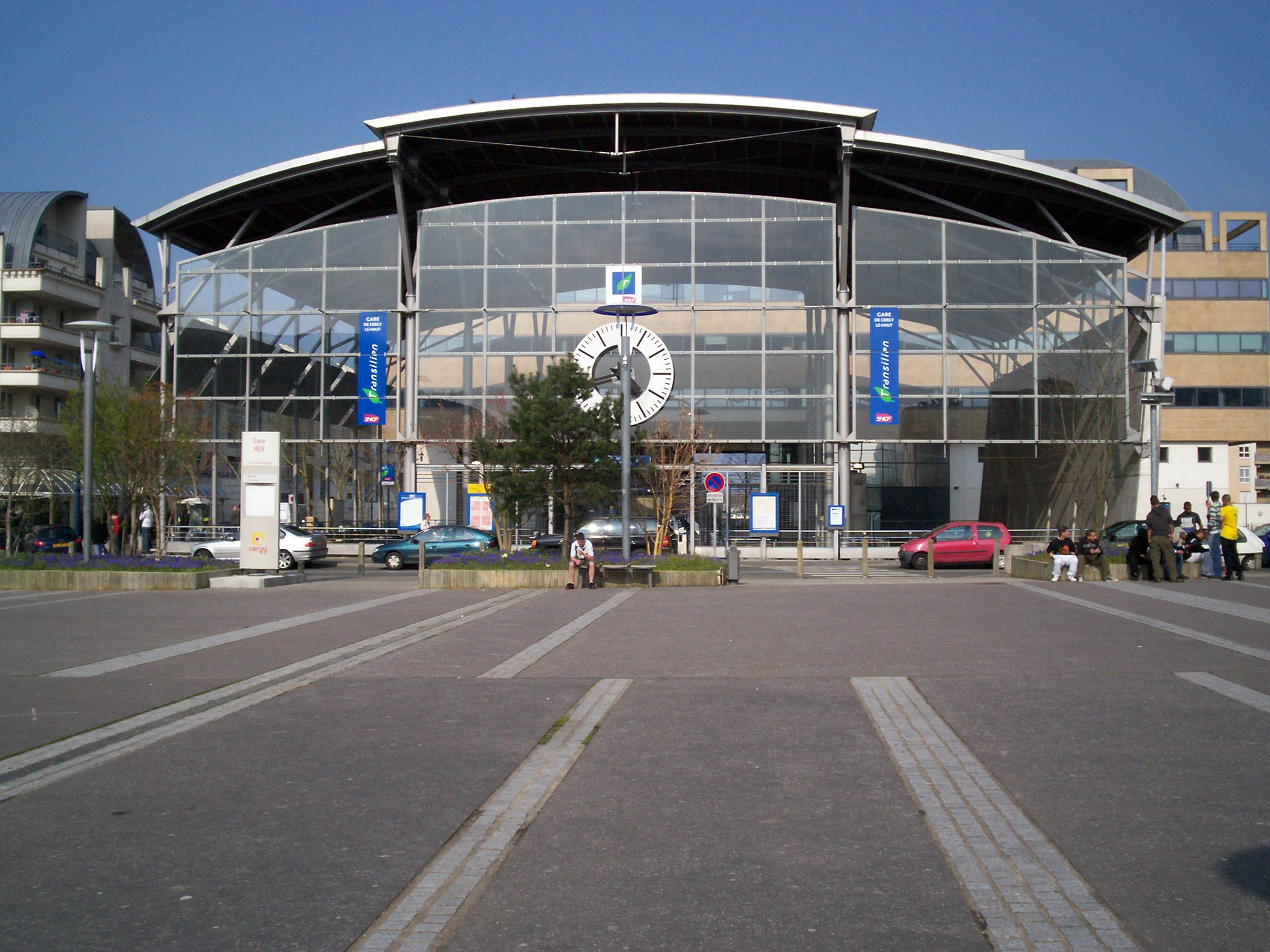
Cergy-le-Haut

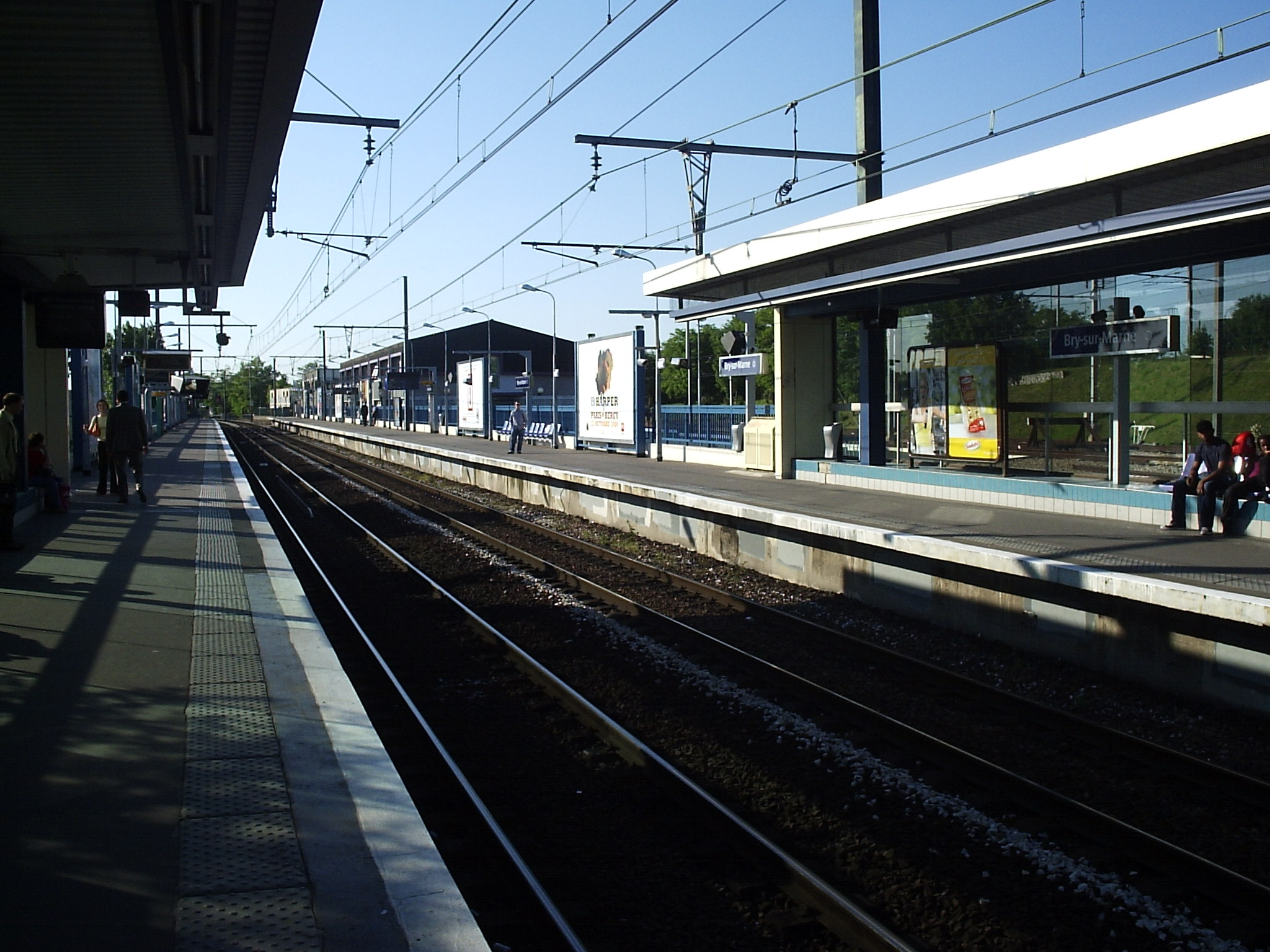
Bry-sur-Marne

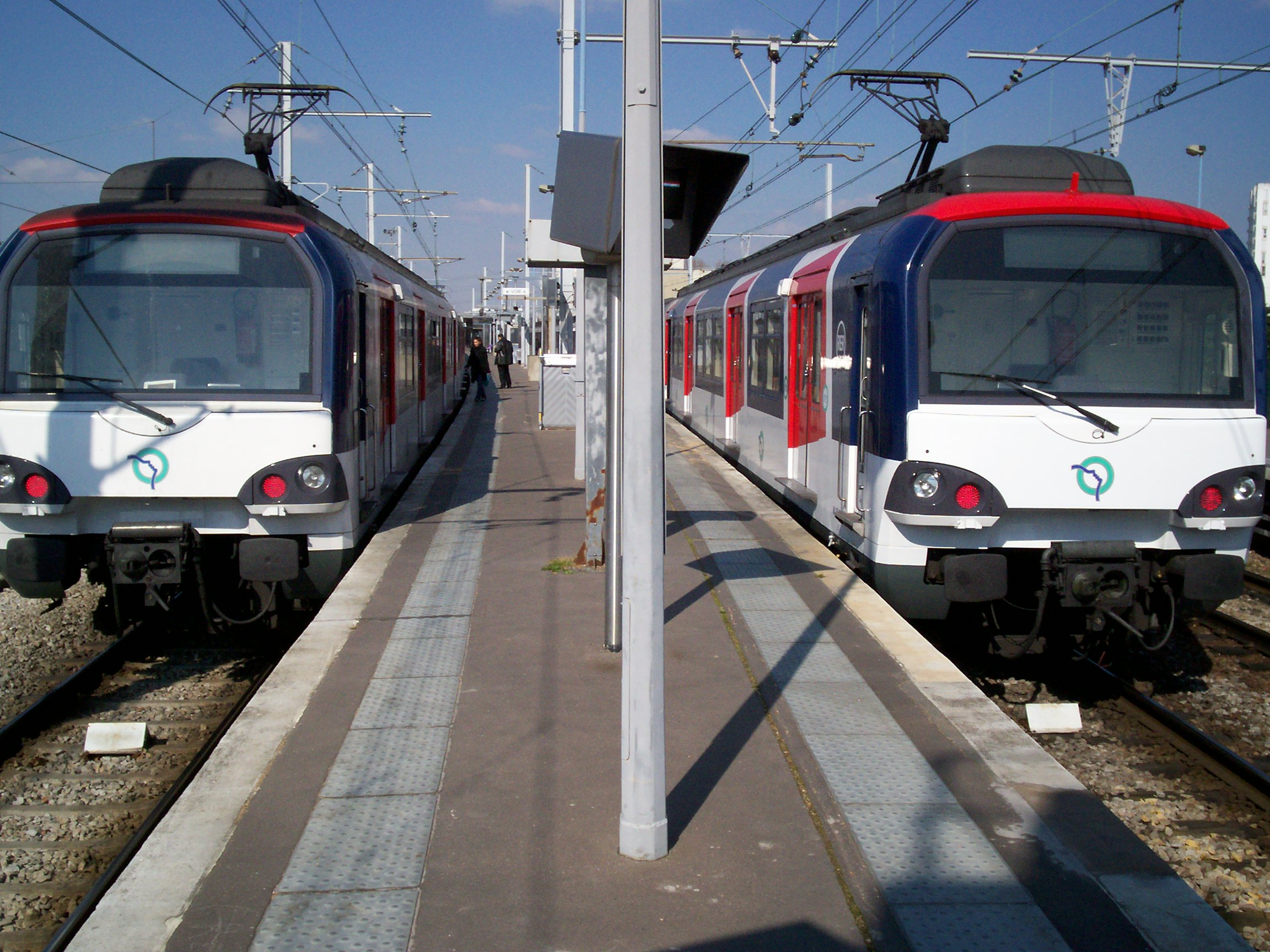
Boissy-Saint-Léger

- A1
  - Saint-Germain-en-Laye
  - Le Vésinet – Le Pecq
  - Le Vésinet – Centre
  - Chatou – Croissy
  - Rueil-Malmaison
  - Nanterre – Ville
  - Nanterre – Université
- A3, A5
  - A3
    - Cergy-le-Haut
    - Cergy-Saint-Christophe
    - Cergy-Préfecture
    - Neuville-Université
    - Conflans-Fin-d'Oise
    - Achères-Ville

  - A5
    - Poissy
    - Achères – Grand Cormier

  - Maisons-Laffitte
  - Sartrouville
  - Houilles–Carrières-sur-Seine
- Nanterre-Préfecture
- La Défense
- Gare du Charles de Gaulle–Étoile
- Gare du Gare d'Auber
- Châtelet–Les Halles
- Gare de Lyon
- Nation
- Vincennes
- A2
  - Fontenay-sous-Bois
  - Nogent-sur-Marne
  - Joinville-le-Pont
  - Saint-Maur – Créteil
  - Le Parc de Saint-Maur
  - Champigny
  - La Varenne – Chennevières
  - Sucy – Bonneuil
  - Boissy-Saint-Léger
- A4
  - Val de Fontenay
  - Neuilly-Plaisance
  - Bry-sur-Marne
  - Noisy-le-Grand – Mont d'Est
  - Noisy – Champs
  - Noisiel
  - Lognes
  - Torcy
  - Bussy-Saint-Georges
  - Val d'Europe
  - Marne-la-Vallée – Chessy